# Ивана Кобилца
Ивана Кобилца (Љубљана, 20. децембар 1861 — Љубљана, 4. децембар 1926) је била словеначка сликарка.
Ивана Кобилца је словеначка сликарка. Припадала је генерацији словеначких реалиста, који су своја најзначајнија дела насликали у осамдесетим годинама 19. века. Радила је и студирала у многим европским градовима као што су Беч, Сарајево, Берлин, Париз и Минхен.
Њен лик се налазио на бившој словенској националној валути (Толар) – тачније на апоену од 5000 Словеначки толара (SIT).